# 영감놀이
영감놀이는 옛날부터 한국 제주도에 전해 내려오는 무속(巫俗)으로 한국의 민속놀이의 하나이다. 영감이란 귀신의 제주도식 존대어이다. 1971년 8월 26일 제주특별자치도의 무형문화재 제2호로 지정되었다.
질병을 몰고 오는 신은 영감의 동생 신인데, 이 신은 항상 아름다운 여인을 탐하므로, 그런 여인에게 빙의하여 질병이 되게 한다는 것이다. 그러므로 그 병을 고치려면 형님이 되는 영감신에게 청하여 그로 하여금 질병을 준 동생 영감신을 데려가게 함으로써 낫게 한다는 것이다. 이 놀이는 형님되는 영감신을 청하여 빙의해 있는 동생 영감신을 데려가게 하는 과정이 중심이 되어 있는 것으로서, 원시 종교의 신령관과 질병관에서 이루어진 치병의례(治病儀禮)의 극적인 민속놀이다.

## 전승자
| 구분   | 성명 (생년월일)      | 성별 | 기예능 | 주소                             | 인정·해제일자   | 비고 |
| ------ | -------------------- | ---- | ------ | -------------------------------- | --------------- | ---- |
| 보유자 | 오춘옥 (1953. 9. 9.) | 여   | 연희   | 서귀포시 남원읍 태위로 170번길 6 | 2019.11.22 인정 |      |

## 참고 자료
- 영감놀이 - 국가유산청 국가유산포털